# Linda Carlson
Pour les articles homonymes, voir Carlson.
Linda Carlson (née le 12 mai 1945 à Knoxville, Tennessee et morte le 26 octobre 2021 à Gaylordsville, Connecticut) est une actrice américaine.

## Filmographie partielle
- 1977 : Westside Medical (en) (série TV)
- 1992 : Chérie, j'ai agrandi le bébé (Honey, I Blew Up the Kid) : voisine
- 1993 : The Pickle : Bernadette
- 1993 : Les Allumés de Beverly Hills (The Beverly Hillbillies) : tante Pearl
- 1994 : La Dernière Chance d'Annie (A Place for Annie) : Gerry
- 1995-1997 : Murder One : Juge Beth Bornstein
- 1997 : Le Caméléon (The Pretender, saison 1, épisodes 21 et 22) : Harriet Tashman
- 2001 : Roadside Assistance : Reine de Cœur